# Los hermanos de San Serapión

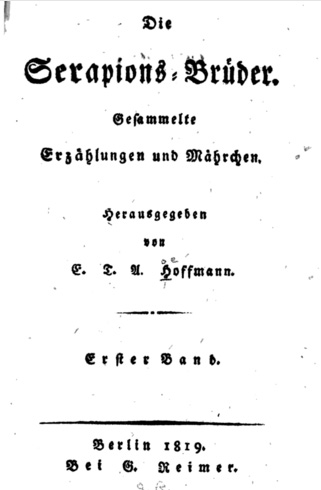
Primera edición en alemán.

Los hermanos de San Serapión (en alemán: Die Serapionsbrüder) es una colección de cuentos y relatos de E.T. A. Hoffmann publicada en cuatro volúmenes entre 1819 y 1821.

## Historia
Construida sobre el modelo de Las mil y una noches o el Decamerón, describe, en un relato enmarcado, la reunión de un grupo ficticio de amigos el día de san Serapión. Apasionados por el arte, se cuentan historias mutuamente sobre las que luego debaten. 
El título de la colección proviene de Serapión, escritor cristiano y obispo de Thmuis que vivió en estricto ascetismo en el desierto Líbico en el siglo IV. En el primer cuento de la colección, Der Einsiedler Serapion (El ermitaño Serapión), Serapión, en realidad el conde P* de M-, es un anciano afable pero excéntrico que no puede distinguir entre sus visiones y la realidad; pretende ser un mártir cristiano, haber conocido a Ariosto, Dante y Petrarca, vivir en el bosque franconiano como si se tratara de la Tebaida y ver en los distantes campanarios de Bamberg los templos de Alejandría. Estas afirmaciones se basan en un argumento: «El tiempo es un concepto tan relativo como el número».
Este «principio de Serapión» es un motivo recurrente en cada una de las historias. Hoffmann lo emplea para proclamar la identidad de poeta y de vidente, en que tiene acceso al mundo de los sueños y puede navegar entre el universo onírico y el mundo real. No se limita a narrar historias, sino que traduce sus visiones del otro mundo en su obra.
No debe confundirse el grupo ficticio de los hermanos de san Sérapion con el de los amigos de Hoffmann, quienes  también se hacían llamar «hermanos de san Serapion», y que incluía entre otros a Theodor Gottlieb von Hippel, Friedrich de la Motte Fouqué y Adelbert von Chamisso.
Los cuentos más célebres de la colección son:
- Las minas de Falun (Die Bergwerke zu Falun)
- El cascanueces y el rey de los ratones (Nußknacker und Mausekönig), el célebre cuento que inspiró al compositor ruso Piotr Ilich Chaikovski, a través de una adaptación francesa de Alejandro Dumas, el ballet El cascanueces (Щелкунчик)
- El maestro Martín tonelero y sus aprendices (Meister Martin der Küfner und seine Gesellen)
- Mademoiselle de Scudéry (Das Fräulein von Scuderi), una de las primeras historias policíacas de la historia del género

## Lista de cuentos

### Primer volumen
- El ermitaño Serapión (Der Einsiedler Serapion)
- El concejal Krespel (Rat Krespel)
- El punto más alto (Die Fermate)
- El poeta y el compositor (Der Dichter und der Komponist)
- Fragmento de la vida de tres amigos (Ein Fragment aus dem Leben dreier Freunde)
- La corte de Artus ( Der Artushof )
- Las minas de Falun (Die Bergwerke zu Falun)
- El cascanueces y el rey de los ratones (Nußknacker und Mausekönig)

### Segundo volumen
- La guerra de los chantajistas (Der Kampf der Sänger)
- Una historia de fantasmas (Eine Spukgeschichte)
- Los Autómatas (Die Automate)
- Doge y Dogaresse ( Doge und Dogaresse )
- El maestro Martín tonelero y sus aprendices (Meister Martin der Küfner und seine Gesellen)
- El niño extraño (Das fremde Kind)

### Tercer volumen
- El diablo en Berlín (Der Teufel in Berlin)
- La elección de una novia (Die Brautwahl. Eine Geschichte in der mehrere ganz unwahrscheinliche Abentheuer vorkommen)
- El visitante siniestro (Der unheimliche Gast)
- Mademoiselle de Scudéry (Das Fräulein von Scuderi)
- La felicidad en juego (Spielerglück)
- El barón de B. (Der Baron von B.)

### Cuarto volumen
- Señor Formica (Signor Formica)
- Vampirismo (Vampirismus)
- El té estético (Die ästhetische Teegesellschaft)
- La novia de un rey (Die Königsbraut. Ein nach der Natur entworfenes Märchen)